# Grądy-Możdżenie
Grądy-Możdżenie – wieś w Polsce położona w województwie podlaskim, w powiecie kolneńskim, w gminie Grabowo.
Prywatna wieś szlachecka Grędy -Możdżenie położona była w drugiej połowie XVI wieku w powiecie wąsoskim ziemi wiskiej województwa mazowieckiego.
Na przełomie 1783/1784 wieś, zapisana jako Muzgi, leżała w parafii Grabowo, dekanat wąsoski diecezji płockiej i była własnością Jaczyńskiego. W latach 1975–1998 miejscowość administracyjnie należała do województwa łomżyńskiego.
Wierni kościoła rzymskokatolickiego należą do parafii Przemienienia Pańskiego w Wąsoszu.